# بطولة العالم للشطرنج 1935
|                         |           |
| ألكسندر أليخين          | ماكس إيوي |
|                         |           |
| فائز ببطولة العالم 1934 | المتحدي   |
| 42 سنة                  | 34 سنة    |

 بطولة العالم للشطرنج 1935 هي البطولة الخامسة عشر الرسمية في الشطرنج، تنافس فيها بطل النسخة السابقة ألكسندر أليخين مع متحديه الجديد ماكس إيوي، ونظمت المقابلة في 13 مدينة مختلفة بهولندا من 3 أكتوبر حتى 16 ديسمبر 1935.
لم يتمكن أليخين من الحفاظ على لقبه وخسر المقابلة بنتيجة ثمان انتصارات، تسع هزائم وثلاثة عشر تعادلا، وأصبح ماكس إيوي خامس أبطال العالم في الشطرنج.

## خلفية
اختار ألخين كخصم له للدفاع عن لقبه اللاعب الصاعد ماكس إيوي الذي خسر مقابلتين ضد بوغولوبوف، وذلك لعدم رغبته في مقابلة كابابلانكا وسقوط بوغولوبوف من أعين الجمهور كمترشح قوي بعد خسارته لمقابلتين، وعن ذلك قال ماكس إيوي في مقابلة صحفية:
" قبل لعبنا للمقابلة على اللقب، لعبنا بطولة قوية هي بطولة زيورخ 1934  التي فاز بها أليخين لكنني هزمته في المباراة بيننا وحصلت على المرتبة الثانية برصيد 12 نقطة من أصل 15 بعد خسارتي أمام لاسكر في الجولة الأولى، وبعد تحليل المباريات خلصنا إلى أن أفضلية ألخين على باقي الأساتذة تكمن في معرفته بالافتتاحيات وأنه إن لم يتمكن من الحصول على المبادرة أو الأفضلية في الافتتاحية يكون مستعد لتعقيد الأمور وزيادة الطين بلة، لذا درست الافتتاحيات، وكانت المباراة صراعا متقاربا فبعد المباراة 24 كانت النتيجة 12-12 لكن تمكنت من الفوز بمبارتين متتاليتين في حين أنه لم يفز سوى بواحدة، وكان غباء مني منحه التعادل في المباراة الأخيرة لكن ذلك كان كافيا لأفوز باللقب." 

## المقابلة والنتيجة
أول لاعب يفوز بست مباريات ويحرز أكثر من 15 نقطة يكون بطل العالم
|                | 1 | 2 | 3 | 4 | 5 | 6 | 7 | 8 | 9 | 10 | 11 | 12 | 13 | 14 | 15 | 16 | 17 | 18 | 19 | 20 | 21 | 22 | 23 | 24 | 25 | 26 | 27 | 28 | 29 | 30 | انتصارات | نقاط |
| -------------- | - | - | - | - | - | - | - | - | - | -- | -- | -- | -- | -- | -- | -- | -- | -- | -- | -- | -- | -- | -- | -- | -- | -- | -- | -- | -- | -- | -------- | ---- |
| ألكسندر أليخين | 1 | 0 | 1 | 1 | ½ | ½ | 1 | 0 | 1 | 0  | ½  | 0  | ½  | 0  | ½  | 1  | ½  | ½  | 1  | 0  | 0  | ½  | ½  | ½  | 0  | 0  | 1  | ½  | ½  | ½  | 8        | 14½  |
| ماكس إيوي      | 0 | 1 | 0 | 0 | ½ | ½ | 0 | 1 | 0 | 1  | ½  | 1  | ½  | 1  | ½  | 0  | ½  | ½  | 0  | 1  | 1  | ½  | ½  | ½  | 1  | 1  | 0  | ½  | ½  | ½  | 9        | 15½  |

تمكن إيوي من تحقيق 15.5 نقطة في المباراة الـ 30 من المقابلة وبذلك أصبح خامس أبطال العالم في الشطرنج.

## روابط خارجية
- رابط لمباريات البطولة على موقع chessgames.com